# Carving
Carving es un tipo de esquíes parabólicos que ha reemplazado a los rectos tradicionales.
Su uso está enfocado a la técnica de esquí llamada viraje conducido

## Ventajas
Este tipo de esquíes permite acelerar el aprendizaje. Su diseño es en forma de parábola, más ancho en los extremos que en la parte media (patín) , Su forma parabólica le da a los esquíes un radio de giro la cual permite realizar lo mismo con un menor esfuerzo físico y mayor eficacia.